# Las Carreras (Chuquisaca)
Las Carreras ist eine Ortschaft im Departamento Chuquisaca im südamerikanischen Anden-Staat Bolivien.

## Lage im Nahraum
Las Carreras ist der zentrale Ort des Municipio Las Carreras in der Provinz Sud Cinti. Die Ortschaft liegt auf einer Höhe von 2327 m an der Mündung des Río la Torre in den Río San Juan del Oro, der sich im weiteren Verlauf nahe bei Villa Abecia (Camataqui) mit dem von Norden kommenden Río Grande de Cinti vereinigt und von hier ab Río Camblaya, etwas später Río Pilaya heißt und schließlich in den Río Pilcomayo mündet. Die nord-südlich verlaufenden Höhenzüge links und rechts des Río San Juan del Oro erreichen bei Las Carreras Höhen von bis zu 3000 m. Sechs Kilometer südlich von Las Carreras befindet sich die Ortschaft El Puente am rechten Ufer des Río San Juan del Oro, die zum Departamento Tarija gehört, wo sich seit den 80er Jahren eine kleine Zementfabrik befindet.

## Geographie
Las Carreras liegt im südlichen Teil des bolivianischen Altiplano am Nordostrand der Cordillera de Lípez. Das Klima ist semi-arid, die ausgeprägte Trockenzeit dauert über mehr als die Hälfte des Jahres an.
Die mittlere Durchschnittstemperatur der Region liegt bei etwa 18 °C (siehe Klimadiagramm Las Carreras) und schwankt im Jahresverlauf zwischen knapp 14 °C im Juni/Juli und 21 °C im Januar. Der Jahresniederschlag beträgt kaum mehr als 400 mm, wobei die monatlichen Niederschläge in der Trockenzeit bei unter 20 mm liegen und nur im Südwinter Werte von knapp 100 mm erreichen.

## Verkehrsnetz
Las Carreras liegt in einer Entfernung von 417 Straßenkilometern südlich von Sucre, der Hauptstadt des Departamentos, und 111 Kilometer nordwestlich von Tarija, der Hauptstadt des benachbarten Departamentos.
Durch Las Carreras führt die 1.215 Kilometer lange Nationalstraße Ruta 1, die von der peruanischen Grenze am Titicacasee im Norden über El Alto, Oruro, Potosí, Camargo, Las Carreras und Tarija nach Bermejo an der argentinischen Grenze im Süden führt.
Auf dem Teilstück von Sucre bis Camargo ist die Straße bis auf 20 Kilometer nördlich von Camargo asphaltiert, ebenso die gesamte Strecke von Camargo über Villa Abecia – Las Carreras – El Puente bis zum Tunnel, etwa 25 Kilometer vor Tarija.
Direkt südlich von Las Carreras beginnt die Nationalstraße Ruta 20, die in westlicher Richtung vor bei an Impora führt und auf einer Passhöhe von 4300 m die Cordillera de Mochara überwindet, bevor sie nach 81 Kilometern bei der Ortschaft Hornillos auf die Ruta 14 trifft, die von Tupiza Richtung Potosí führt.

## Bevölkerung
Die Einwohnerzahl der Ortschaft ist in den vergangenen beiden Jahrzehnten auf nahezu das Doppelte angestiegen:
| Jahr | Einwohner | Quelle       |
| ---- | --------- | ------------ |
| 1992 | 422       | Volkszählung |
| 2001 | 600       | Volkszählung |
| 2012 | 765       | Volkszählung |
| 2024 |           | Volkszählung |

Die Region hat noch einen nennenswerter Anteil indigener Bevölkerung, im Municipio Las Carreras sprechen 15,4 Prozent der Einwohner Quechua.